# Musée national d'Alep
Le Musée national d'Alep (المتحف الوطني في حلب) est le musée le plus grand de la ville d'Alep. Fondé en 1931, il se trouve rue Baron, au cœur du nord de la ville, à côté du célèbre hôtel Baron et près de la tour horloge de Bab al-Faradj. La plupart des expositions du musée sont consacrées aux fruits de l'archéologie en Syrie, et la majorité des découvertes provient des sites archéologiques du nord du pays.

## Histoire du musée
Le Musée d'Alep est fondé en 1926 par l'arrêté n°136 de l'État de Syrie, sous mandat français.
En 1931, par décision des autorités administratives, les collections sont transférées du local exigu de Djémilieh à un superbe immeuble : un petit palais ottoman. Mais au bout de trente ans, le bâtiment devient trop petit pour accueillir le nombre croissant de pièces exposées. En 1966, les nouvelles autorités décident donc de démolir l'ancien bâtiment et de le remplacer par un édifice plus grand et plus moderne.
À la suite des affrontements du conflit syrien, le musée est fortement endommagé. Il bénéficie dès 2015 d'un soutien financier du programme de l'Unesco pour assurer sa restauration.
En juillet 2016, le musée a été touché par de nombreux missiles et obus de mortier tirés par les forces rebelles. Ces tirs ont causé d'importants dégâts au toit et à la structure du bâtiment. La majeure partie de la collection avait déjà été évacuée, mais des inquiétudes ont été exprimées concernant les objets qui ne pouvaient pas être déplacés,,.
La façade du musée a subi des fissures lors des tremblements de terre qui ont secoué la Turquie et la Syrie le 6 février 2023.

## Collections
Le musée montre toutes les périodes de l'histoire, mais fait la part belle à l'âge du fer et présente une section islamique assez importante. L'entrée du musée est une reconstitution de l'entrée d'un temple avec sphinges de l'âge du fer (IXe siècle av. J.-C.) provenant de la colonie néo-hittite de Halaf.

### Rez-de-chaussée
Le rez-de-chaussée comprend deux sections principales : celle de la culture préhistorique et celle des anciennes civilisations syriennes.
La première section est une grande salle qui contient de nombreux échantillons d'articles et d'outils de l'âge de la pierre trouvés à Alep, à Ain Dara et à Ebla. Elle contient aussi l'abri d'homme civilisé le plus vieux (8500 av. J.-C.) rapporté de Mureybet.
La seconde section consiste dans un groupe de salles qui se succèdent dans l'ordre géographique des régions syriennes et qui sont consacrées aux anciennes civilisations de Syrie. On y expose de nombreux objets de l'âge du bronze provenant de Hama et d'Ougarit, des statues et des tablettes cunéiformes de Mari, ainsi que des pièces découvertes par Max Mallowan sur le site de Tell Brak. On y trouve aussi des objets de l'âge du fer et des statues de style assyrien provenant de sites archéologiques des régions de la Djézireh et de l'Euphrate.
Voici les principales salles de cette section :
- La salle des collines de la Djézireh ;
- La salle de Mari ;
- La salle de la région de Hama ;
- La salle d'Ougarit ;
- La salle de Halaf ;
- La salle d'Arslan Tash ;
- La salle de Tell Ahmar ;
- La salle des statues antiques et des manuscrits cunéiformes ;
- La salle d'Ebla.

### Premier étage
L'étage contient trois sections :
- La section des restes classiques : plusieurs objets des périodes grecque, hellénistique, romaine et byzantine, tels que des pièces de monnaie, de la verrerie mosaïquée et de la poterie ;
- La section de l'histoire arabo-islamique : elle contient plusieurs pièces de monnaie arabes, des manuscrits, des poteries, ainsi qu'une tombe islamique et un astrolabe du XIIe siècle ;
- La section d'art moderne : consacrée aux artistes modernes d'Alep et de Syrie, elle contient une maquette de la vieille ville d'Alep et une mosaïque fantastique du VIe siècle.

### Cour
La cour interne du musée accueille d'immenses statues en basalte d'anciens personnages de la mythologie hittite et romaine et une grosse figure en mosaïque du IIIe siècle, alors que des monuments d'origine arabe, assyrienne, byzantine ou araméenne sont exposés dans la cour avant.

## Galerie

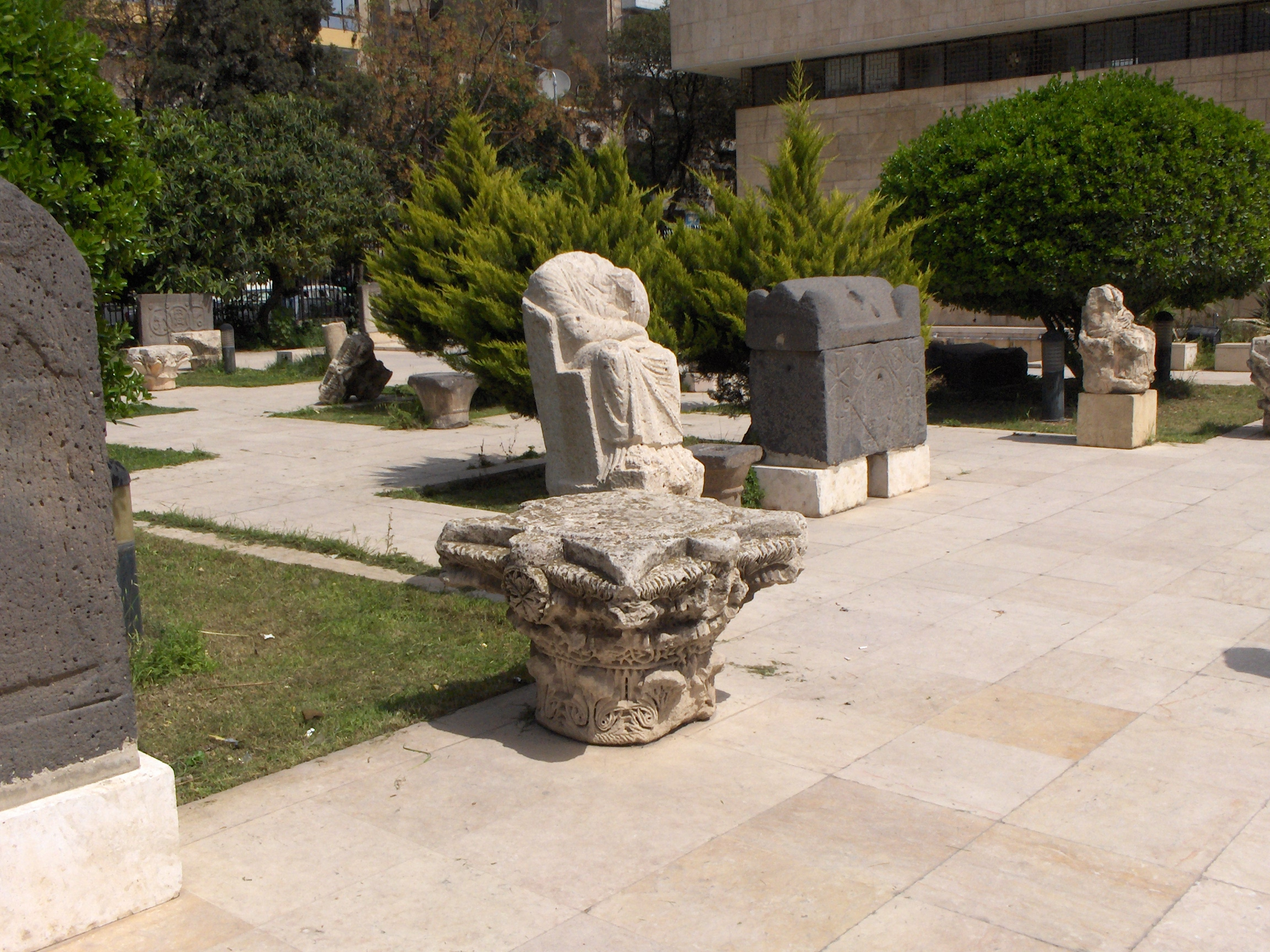
Statues dans la cour du musée.
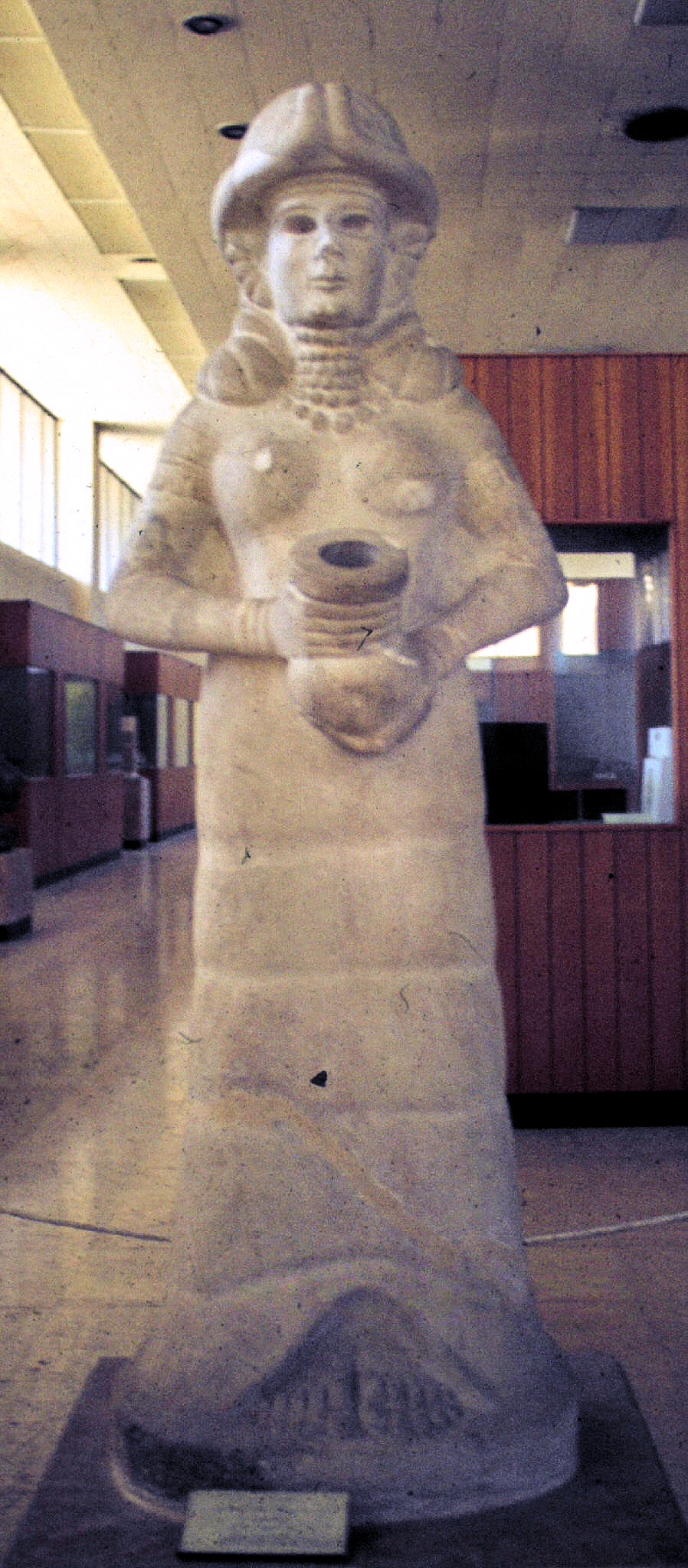
Déesse au vase de Mari.
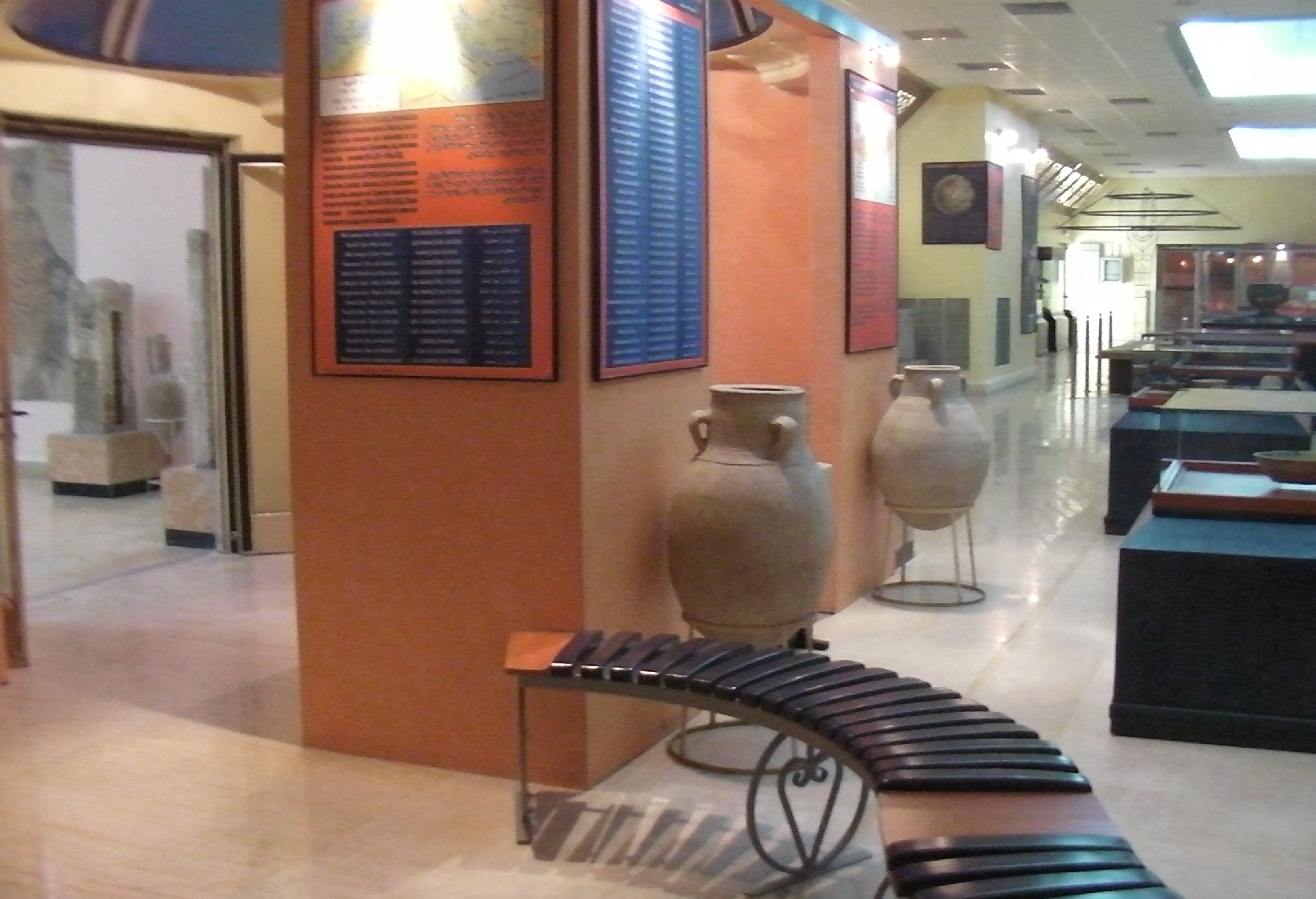
Intérieur du musée.
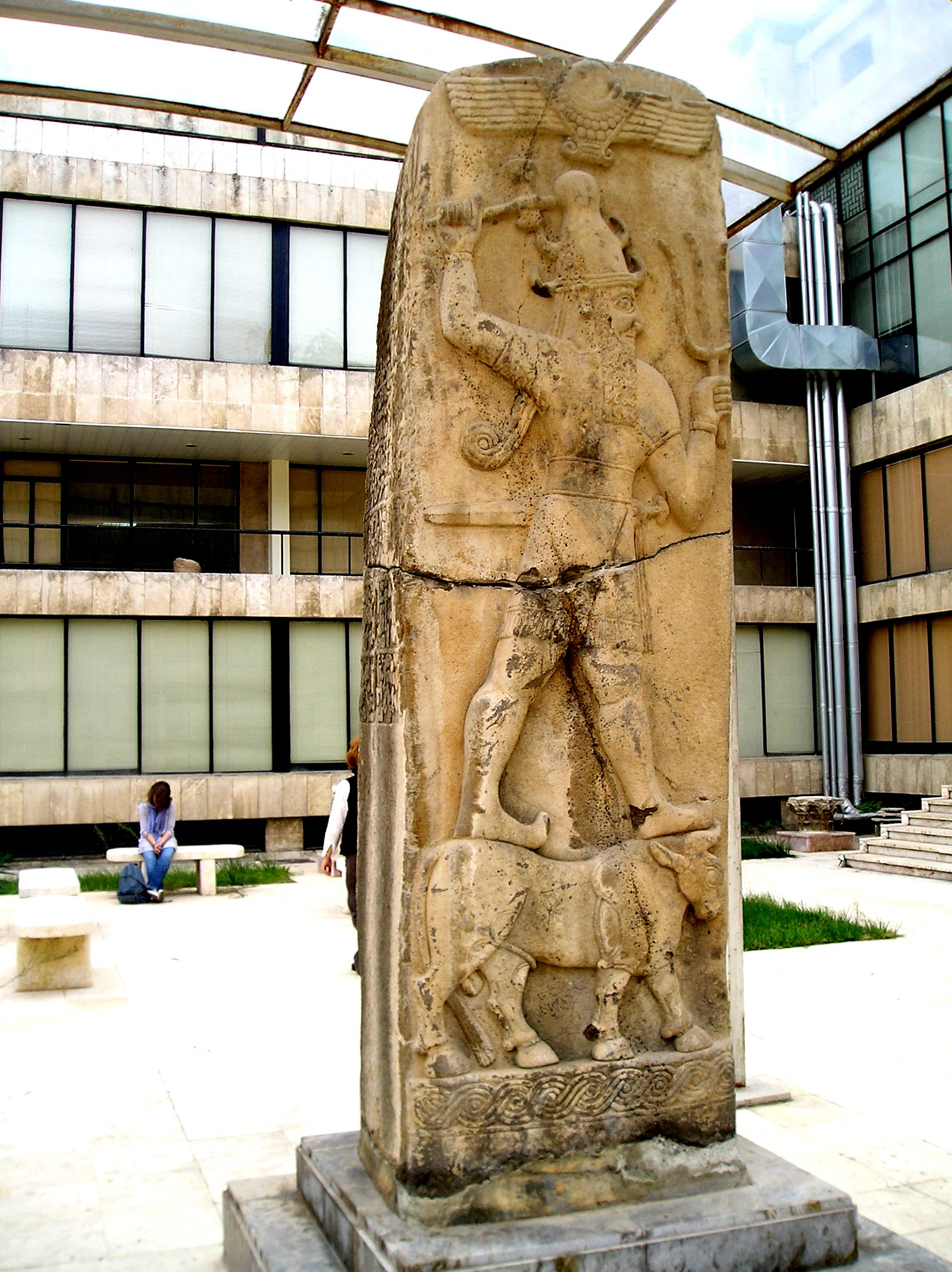
Tarhunta ou Tarhu, dieu néo-hittite de l'Orage.